# Железничка станица Бели Поток
Железничка станица Бели Поток је једна од железничких станица на прузи Београд—Пожаревац. Налази се насељу Бели Поток у градској општини Вождовац у Београду. Пруга се наставља у једном смеру ка Јајинцима и другом према Зуцу. Железничка станица Бели Поток се састоји из 4 колосека.
Западно се налази тунел, пробијен 27. децембра 1922, на прузи Топчидер – Мала Крсна.